# دوشیزه جهان ۲۰۱۷
دوشیزه جهان ۲۰۱۷ (انگلیسی: Miss Universe 2017)؛ ۶۶مین دوره دوشیزه جهان بود، که در ۲۶ نوامبر ۲۰۱۷ در لاس وگاس، نوادا، ایالات متحده آمریکا برگزار شد. دمی-لی نل-پیترز از آفریقای جنوبی توانست برنده این رویداد شود.